# Desmodium harmsii
Desmodium harmsii är en ärtväxtart som beskrevs av Anton Karl Schindler. Desmodium harmsii ingår i släktet Desmodium och familjen ärtväxter. IUCN kategoriserar arten globalt som starkt hotad. Inga underarter finns listade i Catalogue of Life.